# جی‌دی‌اس اوشیو (اس‌اس-۵۶۱)
جی‌دی‌اس اوشیو (اس‌اس-۵۶۱) (به انگلیسی: JDS Ōshio (SS-561)) یک کشتی است که طول آن ۸۸ متر (۲۸۸ فوت ۹ اینچ) می‌باشد. این کشتی در سال ۱۹۶۴ ساخته شد.